# У̃
La U con virgulilla (У̃ у̃; cursiva: У̃ у̃) es una letra del alfabeto cirílico.
Se usa en el idioma khinalug donde representa una vocal cerrada posterior redondeada nasalizada /ũ/.

## Códigos informáticos
| Carácter      | У                          | У                          | у                          | у                          | ̰           | ̰           |
| ------------- | -------------------------- | -------------------------- | -------------------------- | -------------------------- | ---------- | ---------- |
| Unicode       | LETRA MAYÚSCULA CIRÍLICA U | LETRA MAYÚSCULA CIRÍLICA U | LETRA MINÚSCULA CIRÍLICA U | LETRA MINÚSCULA CIRÍLICA U | VIRGULILLA | VIRGULILLA |
| Codificación  | decimal                    | hex                        | decimal                    | hex                        | decimal    | hex        |
| Unicode       | 1059                       | U+0423                     | 1091                       | U+0443                     | 816        | U+0330     |
| UTF-8         | 208 163                    | D0 A3                      | 209 131                    | D1 83                      | 204 176    | CC B0      |
| Ref. numérica | &#1059;                    | &#x423;                    | &#1091;                    | &#x443;                    | &#816;     | &#x330;    |